# Plateau de Beille
A Plateau de Beille (okcitánul Plan de Belha) egy síparadicsom Franciaország déli részén, Ariège megyében, Tarascon-sur-Ariège és Ax-les-Thermes között, közel a spanyol határhoz. A sportközpont a Pireneusokban, azon belül a Középső-Pireneusokban található 1790 méteres tengerszint feletti magasságban.

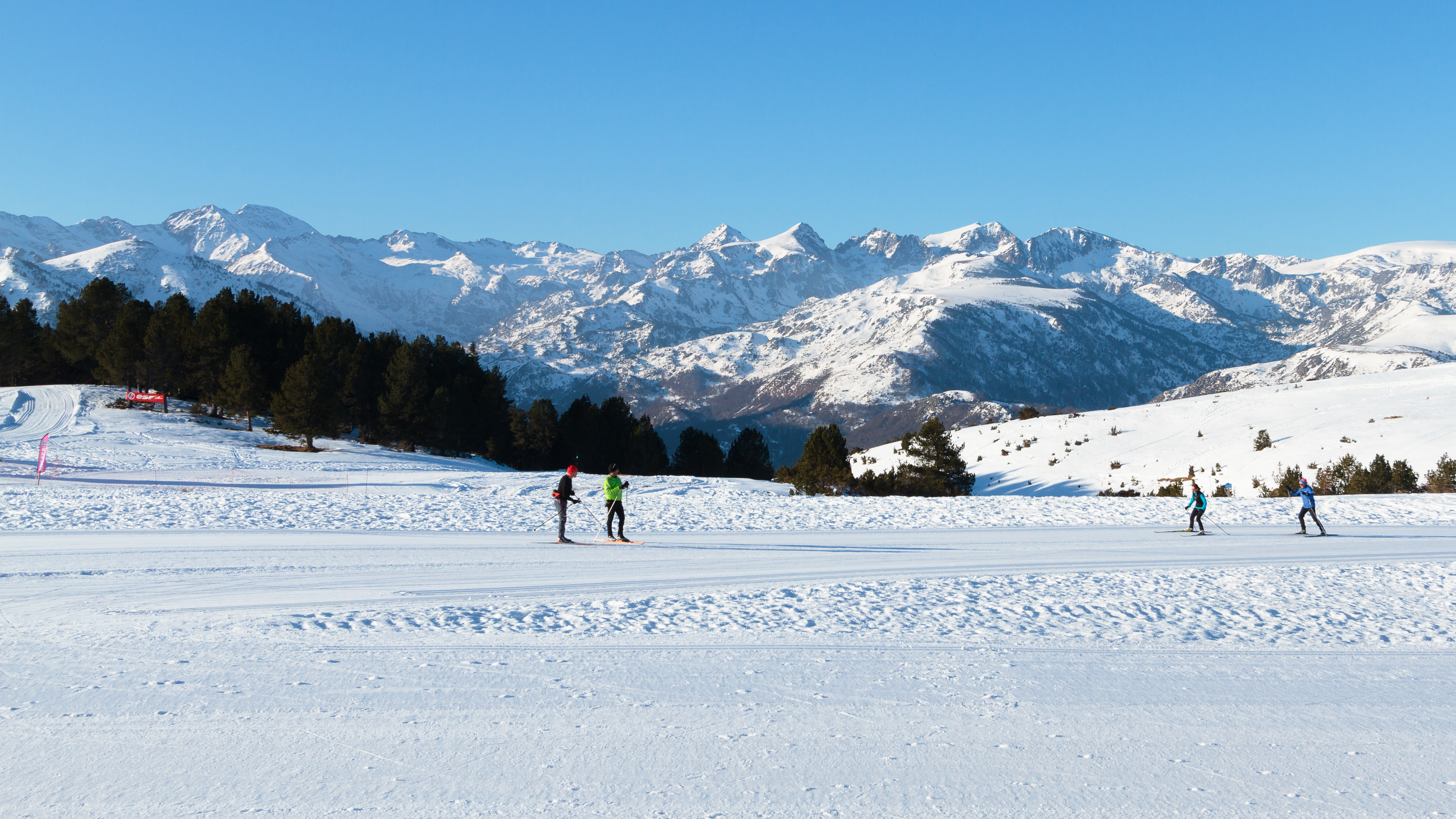
Télen

## A mászás
Les Cabannes-ból (535 méter) a Plateau de Beille-re (1790 méter) 15,8 kilométer hosszú úton, 1225 méter emelkedéssel (átlagosan 7,9%-os szintemelkedéssel) lehet felmászni. A maximum szintemelkedés 10,8%.

## Tour de France

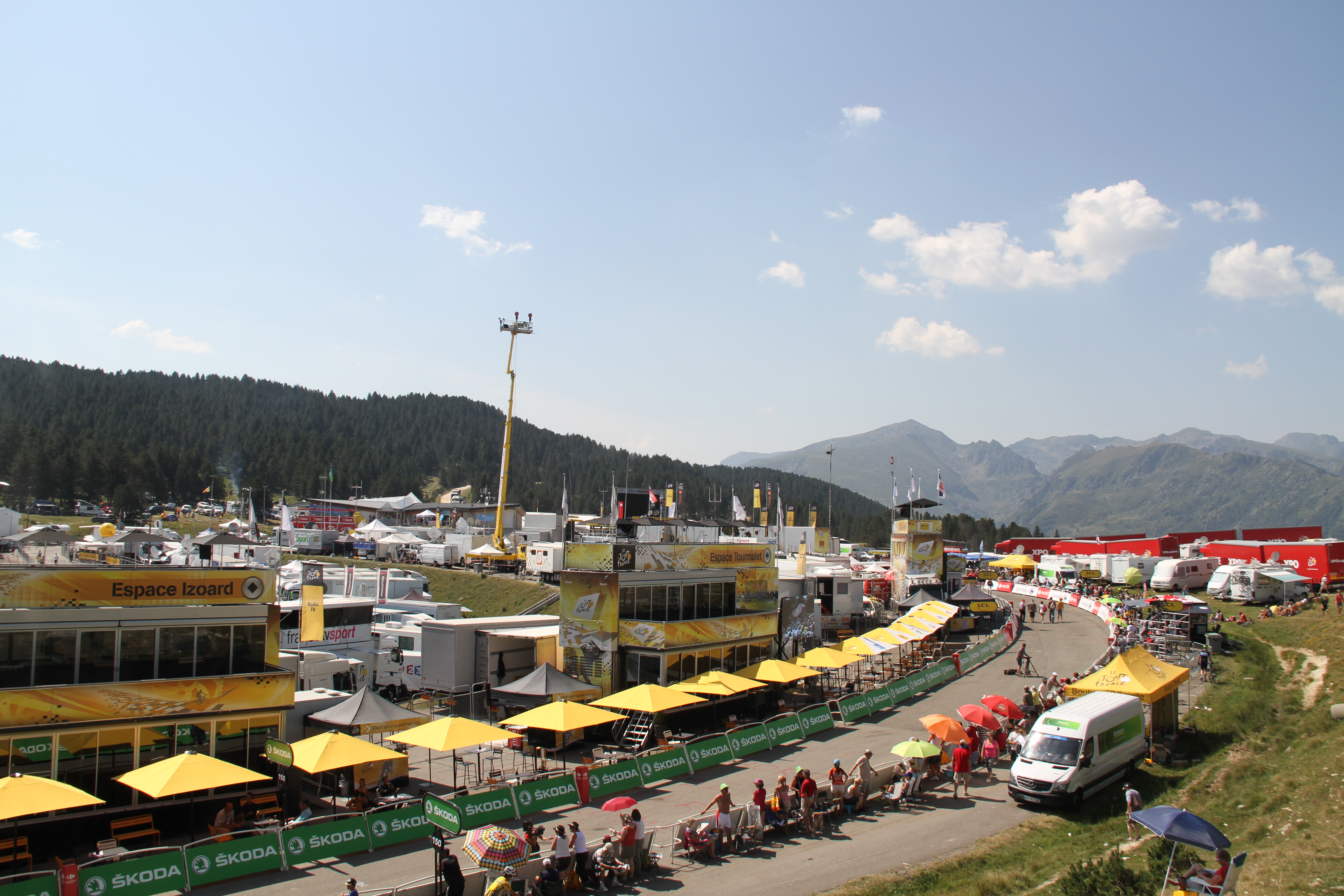
A 2015-ös Tour de France szakaszcélja

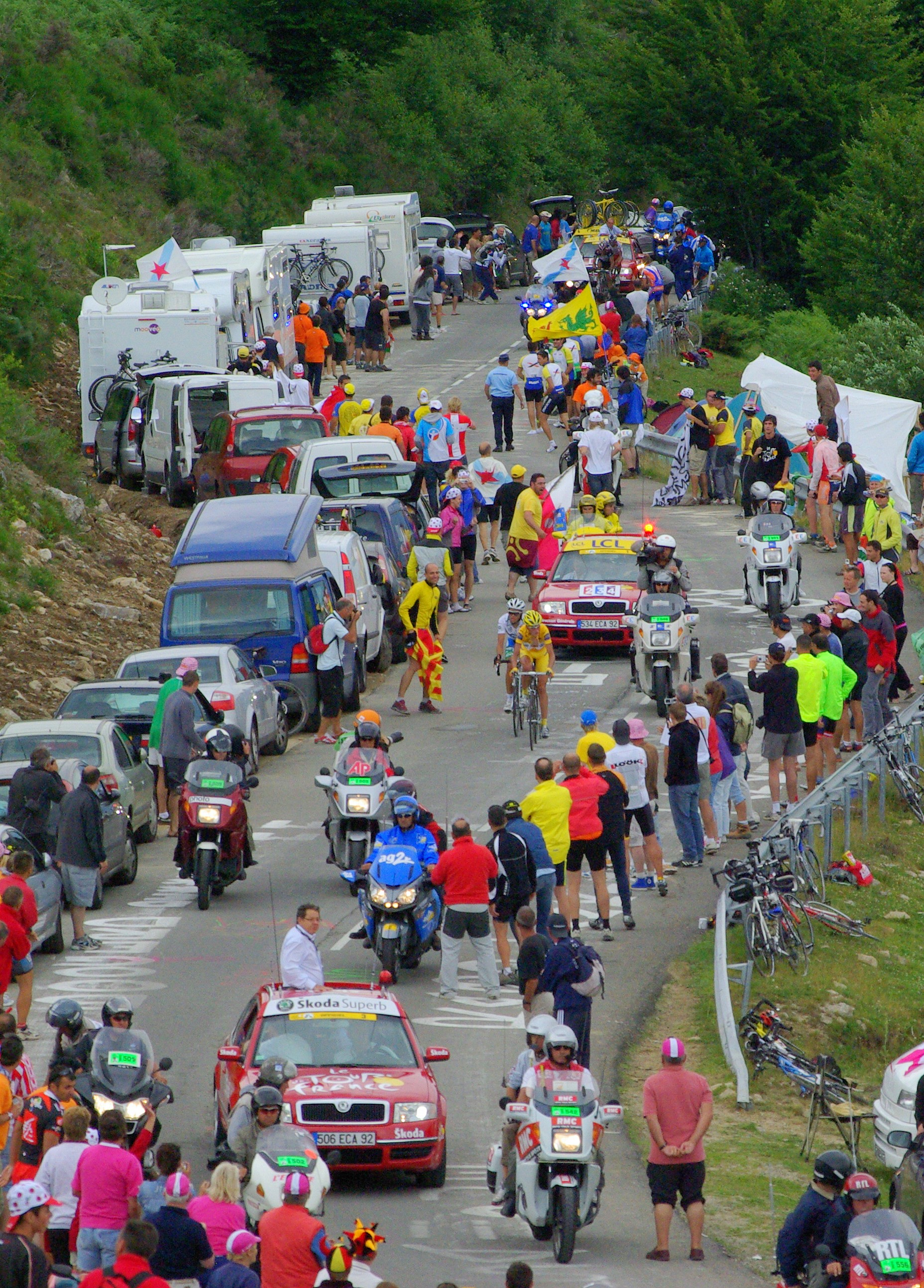
Michael Rasmussen sárga trikóban a Plateau de Beille emelkedőn, nyomában Alberto Contador 2007-ben

A Tour de France-on 4 alkalommal volt itt szakaszbefutó a Tour de France-on: 1998-ban, 2002-ben, 2004-ben és 2007-ben. Érdekesség, hogy aki ezt a szakaszt megnyerte, az nyerte a Tourt is. Marco Pantani (1998) Lance Armstrong (2002 & 2004), és Alberto Contador (2007).

### Szakaszgyőztesek
| Év   | Szakasz | Szakasz kezdőpontja | Hosszúság (km) | Kategória | Szakasz nyertese  | Sárga trikós       | Idő    |
| ---- | ------- | ------------------- | -------------- | --------- | ----------------- | ------------------ | ------ |
| 2015 | 12      | Lannemezan          | 195            | HC        | Joaquim Rodríguez | Christopher Froome | 45:37  |
| 2011 | 14      | Saint-Gaudens       | 168,5          | HC        | Jelle Vanendert   | Thomas Voeckler    | 46:01  |
| 2007 | 14      | Mazamet             | 170            | HC        | Alberto Contador  | Michael Rasmussen  | 44:08  |
| 2004 | 13      | Lannemezan          | 205.5          | HC        | Lance Armstrong   | Thomas Voeckler    | 45:30  |
| 2002 | 12      | Lannemezan          | 198            | HC        | Lance Armstrong   | Lance Armstrong    | 45:43  |
| 1998 | 11      | Bagnères-de-Luchon  | 170            | HC        | Marco Pantani     | Jan Ullrich        | 43:30‡ |

‡: 1998-ban a befutó 1747 méteren volt, a többi alkalommal 1780 méteren.